# 大地・みなみのカレーチャーハン
『大地・みなみのカレーチャーハン』（たいち・みなみのカレーチャーハン）は、「アニたまどっとコム」（ラジオ関西）にて放送していたラジオ番組。

## 概要
声優・大地葉と篠田みなみが、カレーやチャーハンのように皆から愛される番組を目指すことを目的とした番組である。。

## 放送時間
|                | 放送・配信局                                                                             | 放送・配信時間                                          | 過去の配信時間変遷 ※備考 |
| -------------- | ---------------------------------------------------------------------------------------- | ------------------------------------------------------- | --- |
| 本配信         | 大地・みなみのカレーチャーハン 公式アプリ （アプリの入手はApp StoreかGoogle Playにて可） | 毎週土曜 25:00 - 25:30 （2022年7月2日 - 2023年3月25日） | ※有料会員登録で過去放送分や会員限定パートの聴取可能な他、 トーク機能による書き込みや閲覧が可能 |
| 本配信         | ニコニコ動画 アニたまどっとコムチャンネル                                                | 毎週日曜更新（1週間） （2019年4月7日 - 2023年3月26日）  | - 毎週火曜更新（1週間） （2017年10月31日 - 2019年4月2日） |
| ラジオ放送     | ラジオ関西 アニたまどっとコム枠                                                          | 放送終了                                                | - 毎週日曜 25:00 - 25:30（初回は24:00から放送） （2016年10月2日 - 2016年12月25日） - 毎週土曜 24:00 - 24:30 （2017年1月7日 - 2022年3月26日） - 毎週土曜 25:00 - 25:30 （2022年7月2日 - 2022年12月31日） |
| ラジオ放送     | 栃木放送                                                                                 | 放送終了                                                | - 毎週土曜 23:00 - 23:30 （2019年10月5日 - 2020年9月26日） - 毎週土曜 24:00 - 24:30 （2020年10月3日 - 2022年3月26日）                                                                                   |
| アーカイブ配信 | ニコニコ動画 大地・みなみのカレーチャーハンチャンネル                                    | 配信終了                                                | - 毎週日曜更新 ※2022年6月30日新規会員受付終了、7月29日チャンネル閉鎖 |
| アーカイブ配信 | インターネットラジオ配信 別冊ラジ関                                                      | 配信終了                                                | - 毎週火曜更新（1週間） （2016年10月5日 - 2017年10月31日） ※ ネット局であるラジオ関西のインターネット配信                                                                                               |

## コーナー
ふつおた
大地・篠田への質問などを募集するコーナー。
ほかほか報道！ニュース・カレーチャーハン
大地、篠田が毎回交互に自分の身の回りで起きたニュースを発表するコーナー。
共感いただきま～す!
お題に対して、大地・篠田が思わず共感してしまうような五・七・五の川柳を募集するコーナー。
みなみの目指せ優勝!
お題に対して、篠田に言わせると誰もが優勝!と叫んでしまうようなセリフを募集するコーナー。
推し漫画広報部!
世間に推したい漫画をリスナーから募集するコーナー。
これぞオタク飯!
忙しいオタクのために、火を使わずに手軽に調理できるオタク飯を番組内で紹介しつつ、食べていくコーナー。
カレチャ黒歴史
リスナーの黒歴史を紹介し、お焚き上げしていくコーナー。

## 特別番組
2018公開録音決定!「大地・みなみのカレーチャーハン」特番
2017年12月22日 ニコニコ生放送、あかし市民広場 大型モニター
「大地・みなみのカレーチャーハン」真夏のニコ生2019
2019年7月24日、ニコニコ生放送にて放送。ゲストに田辺留依が登場。
「大地・みなみのカレーチャーハン」 真夏のニコ生2020
2020年8月9日、同日に神戸で開催予定だった番組イベントの代替措置としてニコニコ生放送にて2部制にて放送。第1部の放送には姉妹番組の峯田・和泉のぽてまぼ！から峯田茉優と和泉風花がゲスト出演した。
大地・みなみのカレーチャーハン　OFF会ONライン　～社会距離拡大戦略!!～
2020年10月25日、ニコニコ生放送にて放送。当日はラジオ関西まつりの代替の特別番組がラジオ関西の本放送にて放送されており、その関連番組としての放送。
大地・みなみのカレーチャーハン　カレチャGWニコ生スペシャル
2021年5月3日、ニコニコ生放送にて音声のみで放送。
大地・みなみのカレーチャーハン〜年明けスペシャル2024〜
2024年1月1日0:00〜0:30（2023年12月31日24:00〜24:30）、ラジオ関西で放送。

## ダウンロードカード
- 大地・みなみのカレーチャーハン2017スペシャルメニュー（2017年1月26日発売）※撮り下ろしゲストとして井上麻里奈が登場している[3]。
- 大地・みなみのカレーチャーハン　スペシャルメニュー2皿目（ピンク・ブルー）（2017年6月6日発売）※撮り下ろしゲストとして松田利冴と松田颯水が登場している[4]。
- 大地・みなみのカレーチャーハン　スペシャルメニュー3皿目（2017年8月8日発売）※撮り下ろしゲストとして優木かなが登場している[5]。
- 大地・みなみのカレーチャーハン　スペシャルメニュー4皿目（2018年1月6日発売）※撮り下ろしゲストとして福原綾香が登場している[6]。
- 大地・みなみのカレーチャーハン　スペシャルメニュー5皿目（2018年7月23日発売）※撮り下ろしゲストとして井ノ上奈々が登場している[7]。
- 大地・みなみのカレーチャーハン　スペシャルメニュー6皿目（2019年1月26日発売）※撮り下ろしゲストとして田辺留依が登場している[8]。

## 備考
- 2017年2月25日の放送はTHE IDOLM@STER SideM 2nd STAGE ～ORIGIN@L STARS～に参加した大地が放送終了まで、感想を語る回となった
- 同じアニたまどっとコム枠であり当番組の直前の時間帯に放送されている桑原由気と本渡楓のパリパリパーリィ☆の2019年8月10日の放送に大地と篠田がゲスト出演した。
- 2019年10月19日および10月26日の回は篠田が放送を欠席、代わりに2人と同じ事務所に所属している声優の峯田茉優が出演、「大地・茉優のマーボーカレー」として放送した。
- 2020年4月4日の放送に桑原由気がゲスト出演した。
- 2020年7月25日の放送に7月5日日曜より同じラジオ関西にて放送が開始されたradioclub.jpよりパーソナリティの長江里加がゲスト出演した。
- 2021年1月16日の放送に同じアニたまどっとコム枠で放送されている小野坂・秦の8年つづくラジオのパーソナリティでもある秦佐和子がゲスト出演した。
- 2021年2月27日の放送に加隈亜衣がゲスト出演した。
- 2021年4月10日の放送に4月3日日曜よりradioclub.jpのパーソナリティを3ヶ月間担当する木野日菜がゲスト出演した。
- 2021年6月12日の放送に峯田・和泉のぽてまぼ！から和泉風花がゲスト出演した。
- 2021年10月2日の放送に山本希望がゲスト出演した。
- 2021年12月18日の放送に茜屋日海夏がゲスト出演した。
- 2022年8月21日および8月28日の回は大地が放送を欠席、代わりに桑原由気が出演、「桑ちゃんみなみのラーメンチャーハン」として放送した。
- 2022年10月1日の放送に明坂聡美がゲスト出演した。

## イベント
ラジオ関西「大地・みなみのカレーチャーハン」コミケお渡し会
- 開催日 - 2017年12月30日（土）
- 会場 - 東京ビッグサイト（コミックマーケット93）

ラジオ関西「大地・みなみのカレーチャーハン」公開録音
- 開催日 - 2018年2月4日（日）
- 会場 - あかし市民広場

大地・みなみのカレーチャーハン オフ会 inKOBE〜カレチャが神戸で草生やす〜
- 開催日 - 2018年7月22日（日）
- 会場 - 六甲アイランド KFMホール・イオ

「大地・みなみのカレーチャーハン」オフ会 in TOKYO ～猪突猛進　オタク前進～
- 開催日 - 2019年1月20日（日）
- 会場 - 星陵会館

「大地・みなみのカレーチャーハン」オフ会 in KOBE～OTA,SUmmer COllection 2019～
- 開催日 - 2019年8月25日（日）
- 会場 -神戸ファッション美術館 オルビスホール

「大地・みなみのカレーチャーハン　オフ会 in TOKYO」 ひみつの♡課外授業　～科学編～
- 開催日 - 2020年1月26日（日）
- 会場 - 科学技術館サイエンスホール

「大地・みなみのカレーチャーハン　オフ会 in TOKYO」〜オタク・ミーツ・オタク〜
- 開催日 - 2021年8月28日（土）
- 会場 - 全電通労働会館全電通ホール

「大地・みなみのカレーチャーハン　ファイナルイベント」
- 開催日 - 2023年5月21日（日）
- 会場 - 科学技術館サイエンスホール

「激情版カレーチャーハン ~残響~」
- 開催日 - 2024年4月7日（日）
- 会場 - シダックスカルチャーホール